# Кэлинеску, Матей
Матей Кэлинеску (рум. Matei Călinescu. англ. Matei Călinescu; 15 июня 1934, Бухарест — 24 июня 2009, Блумингтон (Индиана), США) — румынский литературовед, литературный критик, писатель, поэт, эссеист, педагог, профессор сравнительного литературоведения Индианского университета в Блумингтоне, доктор наук (1972).

## Биография
До 1957 года изучал английскую филологию в Бухарестском университете. С 1960 года — доцент, затем преподаватель на кафедре мировой литературы альма матер. В 1972 году получил докторскую степень по сравнительной литературе в Клужском университете. Он в 1973 году эмигрировал в Соединенные Штаты. Работал в Индианском университета в Блумингтоне приглашённым преподавателем французского и итальянского языков и Центра славянских языков и регионов, по совместительству приглашенный преподаватель сравнительное литературоведение (1973—1974 учебный год), приглашенный преподаватель кафедры сравнительного литературоведения (1974—1975), приглашенный преподаватель кафедры сравнительного литературоведения Российского и восточноевропейского института (второй семестр 1974—1975), доцент кафедры сравнительного литературоведения и западноевропейских исследований (август 1976 — май 1979).
В 1979 году стал гражданином США, а также с 1980 года — профессором сравнительного литературоведения и западноевропейских исследований. В 1996—1998 годах заведовал кафедрой сравнительного литературоведения в Индианском университете в Блумингтоне.
Почётный профессор сравнительного литературоведения и западноевропейских исследований. Получил стипендию Гуггенхайма в области литературной критики (1975—1976), был научным сотрудником Национального фонда гуманитарных наук (1991) и научным сотрудником Международного научного центра имени Вудро Вильсона, США (1994—1995).
Автор более 150 статей и 14 книг, в том числе «Пять лиц современности: модернизм, авангард, декаданс, китч, постмодернизм».
Умер от рака лёгкого.